# Radom Air Show
Radom Air Show es una exhibición de vuelo celebrada bienalmente en la ciudad de Radom, Polonia (Aeropuerto de Varsovia-Radom ). Comenzó a celebrarse en 2002, para continuar en 2003 y hacerlo ya en 2005. Cada año, en el último fin de semana de agosto, aviones militares de las fuerzas aéreas de Europa y Rusia se dan cita para participar en la exhibición. Cuenta con todo el apoyo de las autoridades polacas, pues es una fuente de turismo muy importante.
El 1 de septiembre de 2007 se produce un accidente que provoca la suspensión inmediata de dicha edición, como señal de duelo por los dos fallecidos en dicho suceso.